# Krime Story
Krime Story – album koncepcyjny (ogólnie piąty studyjny) polskiego rapera Kaliego, którego premiera odbyła się 22 kwietnia 2016 roku. Projekt płyty został oparty na książce pod tym samym tytułem, która ukazała się w grudniu 2015.
Single promujące album to: „King Kong“, „Krime Story Prolog“ oraz „Na dzielni“.
Wydawnictwo uzyskało certyfikat platynowej płyty.

## Lista utworów
Źródło.
1. „Krime Story Prolog”
2. „Mów mu Krime”
3. „Na dzielni”
4. „Lolita”
5. „Kwaśny wypad”
6. „Penga”
7. „Latawica”
8. „Zwierzę”
9. „Żywy czy martwy”
10. „Na dnie”
11. „King Kong”
12. „Gdy będzie za późno”
13. „Przeznaczenie”
14. „Licho nie śpi”
15. „Szczur we mgle”
16. „Promienie”
17. „Póki śmierć nas nie rozłączy (Upadek)”